# Kaz Lux
Kazimierz (Kaz) Lux (Oosterhout (Noord-Brabant), 7 januari 1948) is een Nederlands zanger van Poolse afkomst.

## Carrière
Als winnaar van een talentenjacht mag Kaz Lux in 1968 een plaat opnemen. Volgens platenmaatschappij Bovema is Truce, het bandje waar hij dan in speelt, kwalitatief niet goed genoeg, zodat de opname wordt gedaan met ervaren musici als Jan Akkerman en Pierre van der Linden. Opgenomen worden onder meer Down Man en Woman's Gone. In dat laatste nummer speelt r&b-pianist Rob Hoeke ook mee. Enige maanden later krijgt Lux via de manager van de Amsterdamse band The Outsiders, John van Setten, de uitnodiging zanger te worden in de op dat moment door Akkerman en Van der Linden op te richten groep Brainbox.
Nadat Lux in 1971 Brainbox heeft verlaten begint hij een solocarrière die resulteert in de elpee Kazimierz Lux c.s. op het Harvest-label van EMI (1972). Op deze plaat spelen Rudy de Queljoe gitaar, Jan Hollestelle bas, Jan Vennik sax, fluit en klarinet en Ilja Gort drums. De productie is in handen van John Schuursma, oud Brainbox-gitarist. Een jaar later neemt hij onder leiding van de Engelse producer Mike Vernon (onder andere bekend van zijn werk met Fleetwood Mac) voor hetzelfde label zijn tweede elpee op in de Engelse Chipping Norton Studios, getiteld I'm the Worst Partner I Know, met studiomusici als Pete Wingfield (piano), Joe Jammer (gitaar), Tony Stevens (basgitaar) en Bruce Rowland (drums). Het album krijgt goede kritieken in binnen- en buitenland. Ook Jan Akkerman speelt enkele nummers mee op gitaar. Lux neemt ook zelf de akoestische gitaar ter hand. De meeste composities zijn door Kaz Lux zelf geschreven, I still miss someone is van Johnny Cash.
Zijn derde album verschijnt in 1974 op het EMI-label en is in de lente van dat jaar onder productionele leiding van Gerrit-Jan Leenders opgenomen in de Intertone Studios in Heemstede. Titel: Monk? De door Lux samen met Gerard Kieviets ontworpen hoes toont een stukgeslagen fles Scotch, naast een zwart-witfoto waarop Kaz met gesloten ogen is te zien. Al het gitaarwerk, ook het elektrische, is van Lux zelf. Drie bassisten verlenen hun medewerking (Mary Huat, Brainboxer André Reijnen en Herman Deinum, de laatste afkomstig uit Cuby + Blizzards). Verder spelen onder anderen nog twee leden van de Groningse formatie Solution, Willem Ennes en Tom Barlage, mee, op respectievelijk piano en sax/fluit. De teksten en muziek zijn van de hand van Kaz Lux zelf en zijn zeer persoonlijk. In het nummer The Lost Guilders laat hij manager John van Setten weten dat en waarom hij zich door deze bedrogen voelt.
Samen met Jan Akkerman bereikt hij in het najaar van 1976 zijn voorlopige artistieke hoogtepunt met het conceptalbum Eli op het Atlantic-label, dat verhaalt over een volledig door Lux geschreven wonderbaarlijke gedroomde reis vol ontmoetingen van houthakker Eli. Akkerman tekende voor vrijwel alle muziek. Opvallend is dat hij geen soli, maar akkoordenreeksen door zijn lesliespeaker laat horen, ter ondersteuning van het door Kaz gezongen verhaal. Verder onder anderen Rick van der Linden en Jasper van 't Hof op toetsen, Patricia Paay, Maggie MacNeal en Margriet Eshuijs in de achtergrondvocalen, Pierre van der Linden op drums en Nippy Noya op percussie. Producers zijn Richard De Bois en Jan Akkerman. Ook commercieel is de plaat een succes: de goudstatus wordt bereikt. In 1977 toert de Jan Akkerman/Kaz Lux Band ter promotie door Nederland, met onder meer optredens in het Amsterdamse Concertgebouw en het Haagse Congresgebouw. Een tournee door Engeland - met Kayak in het voorprogramma - verloopt niet zo succesvol. Men blijkt daar minder gecharmeerd te zijn van de combinatie Akkerman/Lux en het daar onbekende werk van Eli.
Begin 1978 brengt Kaz een paar stukken van Eli ten gehore in een door de TROS uitgezonden tv-special rond Jan Akkerman, opgenomen ter gelegenheid van diens eind 1977 ook op Atlantic verschenen soloalbum Jan Akkerman. Dit album ademt dezelfde sfeer uit als Eli. Niet verwonderlijk, want Akkerman tekende ook hier weer voor de composities en beide zijn met gedeeltelijk dezelfde muzikanten en onder leiding van Richard De Bois opgenomen in de Soundpush Studios te Blaricum. Dit is ook de plaats waar zijn in 1978 op het Asylum-label verschijnende vierde langspeler Distance het levenslicht ziet. De van deze plaat getrokken single It's Allright Girl wordt veel gedraaid, maar geen hit. Oorspronkelijk heette dit nummer overigens It's Alright Bill en stond in 1972 enige tijd in de Tipparade in de uitvoering van medecomponist Peter Bewley, oftewel Peter van Asten, de producer/arrangeur van Distance. Inmiddels vermelden de platenhoezen de naam Kaz Lux in een door Bob Norrinton ontworpen logo: stainless steel, aan elkaar geschreven letters met parelende waterdruppels.
Na onder de hoede te zijn gekomen van manager Frits Hirschland, wiens management ook de Nederlandse groepen Kayak en Earth & Fire onder zich heeft, scoort Kaz in 1979 zijn eerste en enige hit in de Nederlandse Top 40. Met de Randy Newman compositie Rolling staat hij drie weken genoteerd, met nummer 33 als hoogste positie. https://youtu.be/RaWPYzWyYqs?si=xqUhBgU5nodBPPz0 Op de B-kant van de hitsingle staat het door hem zelf geschreven Blind Man Willy. Allebei de nummers zijn afkomstig van de CNR-elpee Luxury. De titel is een woordgrap. Aan deze door Jay Denson geproduceerde, in de Soundpush- en Wisseloord Studios opgenomen plaat doen tal van musici mee, waaronder jazz-muzikanten als Wim Overgaauw (gitaar) en Frans Popti (viool). Eveneens in 1979 brengt platenmaatschappij Bovema-Negram een drieluik van verzamelaars uit. Eén gewijd aan Brainbox (A History), één gewijd aan Jan Akkerman (A Phenomenon) en één gewijd aan Kaz Lux (A Voice). Op het Ariola-label verschijnt in 1980 de "opvolger" van Eli, gemaakt met gedeeltelijk dezelfde muzikanten als het succesalbum: Transparental. Alleen echter in het funky Concentrate, Don't Hesitate wordt enigszins het niveau van zijn voorganger gehaald. In 1982 brengt Kaz samen met John Schuursma in eigen beheer de cd Dialogue uit. In dit jaar wordt ook een reünie-tour met Brainbox opgestart, zonder Jan Akkerman, maar met Rudy de Queljoe.
In 1988 realiseerde Lux in samenwerking met componist/producer Maarten Hartveldt het album Golden Blues Songs in de Chapel Studio met professionele jazz-muzikanten, te weten Peter Guidi (sax/fluit), Rob van Bavel (piano), Hans Mantel (bass) en Hans van Oosterhout (drums). Na jarenlange blootstelling aan hard geluid was het gehoor van Lux rond 2010 zodanig verslechterd dat optredens schaarser werden. Bij een bezoek aan zijn gehoorspecialist ontmoette Lux de eveneens bijna dove bassist Henk van Bokhoven van de bluesband Bluescape. Daarop besloot Lux samen met de band Bluescape in 2010 een eenmalig optreden te doen op een bluesfestival in Drunen. In 2018 werd Transparental, de opvolger van Eli met Jan Akkerman uit 1980 alsnog op cd uitgebracht als onderdeel van The complete Jan Akkerman boxset, nadat jarenlang werd aangenomen dat de mastertapes verloren waren gegaan.

## Bands
- The Sheridans (1966-1967)
- Impulse (1968)
- Truce (1968-1969)
- Brainbox (1969-1971, 1982-1984, 2003-2004)
- Flavium (2001-heden)
- Solo (1972-heden)

## Discografie

### Albums
- Kazimierz Lux c.s. (Harvest, 1972)
- I'm the Worst Partner I Know (Harvest, 1973)
- Monk ? (EMI, 1974)
- Eli (Jan Akkerman/Kaz Lux) (Atlantic, 1976)
- Distance (Asylum, 1978)
- Luxury (CNR, 1979)
- A Voice (Bovema-Negram, 1979)
- Transparental (Jan Akkerman/Kaz Lux) (Ariola, 1980)
- Dialogue (live recording) (Kaz Lux/John Schuursma) (eigen beheer, 1982)
- Golden Blues Songs (TMD Records, 1988)
- Instructions (Kaz Lux Band) (Universe, 1991)
- Live Dialogues (live recording) (Kaz Lux/John Schuursma) (Universe, 1991)
- Pupka (Kaz Lux Band) (Munich Records, 1994)
- Hearts in Sorrow (Kaz Lux/Magic Frankie) (MW Records, 1996)
- Echoes and Countrybutions (Dig it!, 1998)
- Guitar/Vocal (live recording) (Pop One Records, 2001)
- Dismantled Swan Songs (Yellowstone Records, 2003)
- The Last Train (live recording) (Brainbox) (Pop One Records, 2004)
- Ghostwriting Between Love and Confusion (E-Sound Music, 2005)
- Osmosis (Kaz Lux & HotchPotch) (E-Sound Music, 2007)
- Live in 't Hart (Bluescape met Kaz Lux) (Bluescape Records, 2010)
- The 3rd Flood (Brainbox) (E-Sound/DMI Records, 2011)
- Backstroke (Kax Lux and The Adopted) (DMI Records, 2014)
- Kazimierz Lux c.s./I'm the Worst Patner I Know (Universal, 2015)
- The Golden Years of Dutch Pop Music (A&B Sides and More) (Brainbox & Kaz Lux) (Universal, 2015)

### Singles
- Brown Crystal/Carry Me Back to My Abode (Harvest, 1972)
- Back to the Egg/Miss Franklin Blues (Harvest, 1973)
- I'm the Worst Partner I Know/The Twentieth Last Letter (Harvest, 1973)
- Tell Me Doctor/Lovin' You (Asylum, 1978)
- It's Allright Girl/Met a Sinner (Asylum, 1978)
- Rolling/Blind Man Willy (CNR, 1979)
- Hangover/Blisters (CNR, 1980)
- Rock & Roll Widow/Grandpa (CNR, 1980)
- A Salty Dog/Runaway (Sky Dancer, 1981)
- Nightriding/I'm Lost (Dureco, 1991)
- Pamela Brown/Patient Lady (Munich, 1994)

- International Standard Name Identifier: 0000 0001 3083 1209
- Library of Congress Control Number: no98018097
- MusicBrainz: 0457e31a-3943-4ee3-99ea-836fcf93831a
- Virtual International Authority File: 51300957
- WorldCat: E39PBJgtd67DJbrk8kYFkGhPwC